# Inmigración libanesa en Colombia
La inmigración libanesa en Colombia ha sido una de las oleadas migratorias más importantes en dicho país suramericano. Con 3.2 millones, se considera que Colombia es el país hispano con más ascendencia árabe. Los primeros árabes llegaron al país a finales del siglo XIX (1880) y principios del siglo XX. Se calcula que ingresaron a Colombia entre 1880 y 1930 alrededor de 10 000 a 30 000 inmigrantes libaneses.
La mayoría de los inmigrantes eran cristianos u ortodoxos que vivían en territorios ocupados por el Imperio otomano; de Líbano, Siria y Palestina principalmente, y debido a eso entraban con documentos de ese país, por lo tanto fueron llamados erróneamente "turcos".

## Características
El éxodo masivo tenía una razón, liberarse de la opresión del Imperio otomano. Son entonces las causas de emigración principalmente políticas y económicas siendo los emigrantes al principio jóvenes solteros en busca de oportunidades en América. La matanza de cristianos libaneses a manos de los otomanos en 1860, no solo inició la primera migración de libaneses al mundo, sino que obligó a las potencias europeas a intervenir. Entre los inmigrantes libaneses que llegaron a Colombia se destacan el político libanés Antonio Khoury Hanna quien era de Mazretafah, Líbano y familiar de los cantantes libaneses Elissa y Marwan Khoury, el poeta y político libanés Tannus Alejandro Wehbe Malik quien era de Bchaaleh, Líbano y familiar de la actriz y cantante libanesa Haifa Wehbe y del político argentino Jorge Wehbe, el político libanés Shaffik Mebarak Hazme quien salió de Zahlé, Líbano y familiar de la cantante colombiana Shakira y el político libanés José Antonio Turbay Haddad quien salió de Tannurin, Líbano y familiar del político y expresidente colombiano Julio César Turbay, de la ex Señorita Colombia 1991, Virreina Universal 1992-1993, actriz estadounidense y colombiana, Paola Turbay y de la cantante y actriz libanesa Fairouz, ellos salieron del Líbano a comienzos del siglo XX por culpa del Imperio otomano al igual que muchos inmigrantes libaneses.
En Colombia (como el la gran mayoría de libaneses que llegaron al país), se establecieron en el norte, en la Región Caribe, por razones como el clima, (más parecido al del Levante Mediterráneo), y debido a que por el norte ingresaban al país, por el muelle de Puerto Colombia, sus descendientes se pueden encontrar comúnmente en ciudades de la costa como Barranquilla, Cartagena, Santa Marta, Ciénaga de Oro, Montería, Lorica, Riohacha, Magangué y Maicao, teniendo esta última la mayor concentración de musulmanes del país, los cuales llegaron en su mayoría en la tercera diáspora árabe al país, alrededor del los años 60 y 70. Otras ciudades del país con importante número de libanenes y descendientes de éstos son Bogotá, la capital, y Cali, una de las ciudades más importantes. En otras ciudades principales del país como Medellín, Pereira, entre otras, también hacen presencia.
La situación del país por aquel entonces era la de un país con guerras civiles, y problemas económicos y administrativos a medida que crecía el descontento y la oposición en contra del gobierno reformista y dictatorial del general Rafael Reyes, lo que lo convertía en un destino muy poco atractivo para los emigrantes; aun así, comenzaron a llegar grupos que se instalaron en el norte del país, en la zona circundante a la costa atlántica, inicialmente en la ciudad de Barranquilla, al igual que muchos otros grupos de emigrantes que llegaban al país. Muchos llegaron al país por error, al confundirse con el destino de su viaje, quedándose en él, su destino inicial era Venezuela, que desde siempre tuvo una política de brazos abiertos a la migración.
Se alude que el secreto portentoso de la fortuna de los sirio-libaneses y otros extranjeros en Colombia era la seguridad de estar alejados de conflictos políticos que en cambio diezmaban la economía de los colombianos. De esta manera el buen éxito económico fue una ruta expedita para el ascenso social. Aunque en un principio eran vistos de forma despectiva, entre otras cosas por la competencia con el comercio local, poco a poco fueron mezclándose en la sociedad.
Lo más común era que la mayoría de individuos fueran  hombres jóvenes, los cuales solían llegar con hermanos o primos, o en su defecto familias completas, aunque esto era más común luego de que uno de  los integrantes ya se hubiese instalado con anterioridad hasta lograr cierto nivel económico. 
Los inmigrantes árabes encontraron similitudes de su cultura con la cultura colombiana, por lo cual se adaptaron fácilmente, a la sociedad. A partir de 1930, el flujo migratorio árabe se reduce, debido a las restricciones impuestas por el gobierno colombiano de la época y la Gran Depresión de 1929 en todo el continente americano.
Actualmente se pueden encontrar sirio-libaneses en casi todas las ciudades colombianas.
Los descendientes de estos grupos, ya sean de forma total o parcial conforman la segunda mayor parte de la población blanca del país, solo superado por los descendientes de españoles y adelante de los italianos.